# Rhabdotogryllus caraboides
Rhabdotogryllus caraboides är en insektsart som beskrevs av Lucien Chopard 1954. Rhabdotogryllus caraboides ingår i släktet Rhabdotogryllus och familjen syrsor. Inga underarter finns listade i Catalogue of Life.